# Anahita samplexa
Anahita samplexa is een spinnensoort in de taxonomische indeling van de kamspinnen (Ctenidae).
Het dier behoort tot het geslacht Anahita. De wetenschappelijke naam van de soort werd voor het eerst geldig gepubliceerd in 2000 door Chang-Min Yin, Guo Tang & Gong.